# Microsoft Outlook Hotmail Connector
Microsoft Outlook Connector Hotmail (precedentemente conosciuto come Microsoft Office Outlook Connector, che oggi è uno strumento migliorato) è un add-in, per Microsoft Outlook, che consente agli utenti di accedere agli account Windows Live Hotmail oppure a Microsoft Office Live Mail tramite l'applicazione residente Microsoft Outlook.
Con questo add-in, si può accedere ai messaggi e-mail e ai contatti di qualsiasi account Hotmail gratuitamente. Nella versione 12, l'accesso alle attività e alle note e la sincronizzazione online con MSN Calendar è disponibile solo per gli abbonati MSN di account premium a pagamento.
La versione 12.1 è stata distribuita nel dicembre 2008 come aggiornamento opzionale. La versione 12.1 utilizza Windows Live Calendar, invece del precedente MSN Calendar. Questo significava anche che le funzioni di calendario sono diventate gratuite per tutti gli utenti.
Nel mese di aprile 2008, la versione 12.1 è diventata un aggiornamento obbligatorio per continuare a utilizzare il servizio come parte di una migrazione da MSN Calendar a Windows Live Calendar. Outlook Connector funziona solo con Outlook 2003, 2007 e 2010 in Windows XP, Windows Vista o Windows 7.
Outlook Connector utilizza DeltaSync, un protocollo di comunicazione proprietario di Microsoft.
Nel Dicembre 2010 è stata distribuita la versione 14.